# 棕榈泉国际电影节
棕榈泉国际电影节（Palm Springs International Film Festival），创办于1989年，每年1月份在美国加利福尼亚州棕榈泉举办。电影节由棕榈泉国际电影社团运作，该社团还运作6月份的短片电影节。
索尼经典影片的联合总裁迈克尔·巴克认为该电影节很适合展示外语片，并称该电影节能对佳片产生良好的口碑。不少获奥斯卡奖提名的外语片都曾在这里放映。电影节的颁奖典礼有众多知名演员参与出席，如布拉德·皮特、克林特·伊斯特伍德、西恩·潘、达斯汀·霍夫曼、安妮·海瑟薇和莱昂纳多·迪卡普里奥等。

## 中国影片退出事件
2010年1月电影节开幕前夕，由于对记录片《云后的太阳》存在异议，陆川导演的《南京！南京！》和另外一部《超级50》退出电影节。陆川表示，在国外的一切活动，都坚持以国家利益为先，所以必须没有任何商量余地地退展。而《超级50》出品人上海达福门影业公司在声明中称，“本次电影节将放映有关藏独主题的纪录片， 这一行为存在严重的政治误导，并伤害了中国人民的感情。”中方此前要求电影节组织方撤销纪录片云后的太阳，但遭主办方拒绝。

## 引用
1. ↑  抗议播出西藏影片 两部中国电影退出国际电影节 （页面存档备份，存于）RFI，2010年1月6日
2. ↑  藏人导演当知项欠因“分裂国家罪”被判刑  （页面存档备份，存于），德国之声，2010年1月7日